# I Am Not
I Am Not (estilizado como I am NOT) es el extended play (EP) debut del grupo surcoreano Stray Kids. El álbum fue lanzado digital y físicamente el 26 de marzo del 2018 por JYP Entertainment. Una presentación de debut titulada Stray Kids Unveil: Op. 01: I Am Not se llevó a cabo el día anterior. El álbum vendió 54,733 copias físicas en marzo del mismo año.
El álbum físico fue lanzado en dos versiones. Una versión "I am" y otra "NOT".

## Lista de canciones
Créditos sacados de Melon
I am NOT — EP digital

| N.º   | Título                   | Música                              | Escritor(es)       | Arreglo                        | Duración |  |
| 1.    | «NOT!»                   | Bang Chan (3Racha), Hong Ji-sang    | Bang Chan (3Racha) | Hong Ji-sang                   | 1:22     |  |
| 2.    | «District 9»             | 3Racha, Trippy                      | 3Racha             | Trippy, Bang Chan (3Racha)     | 3:31     |  |
| 3.    | «Mirror»                 | 3Racha, Lee Woo-min, Fredrik Ödesjö | 3Racha             | collapsedone, Fredro           | 3:40     |  |
| 4.    | «Awaken»                 | 3Racha, Kim Chella                  | 3Racha             | Kim Chella, Bang Chan (3Racha) | 3:13     |  |
| 5.    | «Rock» (돌)              | 3Racha, Glory Face                  | 3Racha             | Glory Face                     | 3:13     |  |
| 6.    | «Grow Up» (잘 하고 있어) | 3Racha, Trippy                      | 3Racha             | Trippy, Bang Chan (3Racha)     | 3:30     |  |
| 7.    | «3rd Eye»                | 3Racha, This N That                 | 3Racha             | This N That                    | 4:03     |  |
| 22:32 |                          |                                     |                    |                                |          |  |

I am NOT — EP físico (bonus track)

| N.º   | Título       | Música              | Escritor(es)            | Arreglo      | Duración |  |
| 8.    | «Mixtape #1» | 3Racha, Kim Woo-jin | Stray Kids, Kim Woo-jin | collapsedone | 4:19     |  |
| 26:51 |              |                     |                         |              |          |  |

## Posicionamiento en listas
| Listas (2018)                        | Mejor posición |
| ------------------------------------ | -------------- |
| New Zealand Heatseeker Albums (RMNZ) | 9              |
| South Korean Albums (Gaon)           | 4              |
| US Heatseeker Albums (Billboard)     | 23             |
| US World Albums (Billboard)          | 5              |

| Listas (2018)              | Mejor posición |
| -------------------------- | -------------- |
| South Korean Albums (Gaon) | 54             |